# Kidal
För andra betydelser, se Kidal (olika betydelser).
Kidal är en ort och kommun i östra Mali och är den administrativa huvudorten för en region med samma namn. Den är samtidigt huvudort för en av regionens administrativa kretsar, även den med samma namn som staden. Staden befolkas i huvudsak av tuareger och kommunens befolkning uppgick till cirka 30 000 invånare 2013. Kidal är den största orten i Adrar des Ifoghas, ett vidsträckt sandstensmassiv i östra Mali. Kommunen är indelad i 65 stadsdelar (quartiers).